# 야순님
야순님(본명: 김나영, 1980 ~ )은 대한민국의 블로거 및 작가이다.

## 생애
싸이월드 블로그에 육아 일기를 올리면서 인기를 끌기 시작하였으며, 양심적인 파워블로거로 이름을 알렸다. 누적 방문자 수를 1천만 명 돌파한 2012년에는 싸이블로그 톱100으로 선정되었다. 하루 방문자 수 1만 명, 총 방문자 수 3천만 명을 기록한 2015년 경 블로그에 10년 가까이 올렸던 육아 관련 글을 정리하여 책을 출간하기도 하였으며 육아 관련 강사로도 활동하였다.

## 활동

### 연재
- 풀빵닷컴 《솔비의 사진일기》[7]
- MBC 드라마펀 《김여사의 드라마리폼》[8]

### 저서
- 《보통의 육아(누구나 하지만 누구도 쉽지 않은)》 (위고, 2015)[9]
- 《보통의 엄마: 우리는 이미 괜찮은 엄마입니다》 (아우름, 2016)[10]

### 출연
- 2016년 EBS 북카페[11]